# Chlaenius kirki
Chlaenius kirki is een keversoort uit de familie van de loopkevers (Carabidae). De wetenschappelijke naam van de soort is voor het eerst geldig gepubliceerd in 1876 door baron Maximilien de Chaudoir. De soort is genoemd naar de ontdekker, dr. Kirk, die ze aantrof langs de Zambezi.